# Theo Albrecht
Theodor Paul Albrecht (Essen, 28 de março de 1922 - Essen, 24 de julho de 2010), foi um empresário alemão, que junto com seu irmão Karl Albrecht foram os fundadores e donos da Aldi, uma das maiores redes de varejos da Alemanha. Até a data de sua morte, Albrecht possuía $16.7 bilhões.